# Кустовлянка
Кустовлянка — река в России, протекает в Куединском районе Пермского края. Длина реки составляет 10 км.
Начинается на северной окраине села Большие Кусты, пересекает его с севера на юг, после чего поворачивает на юг и течёт по урочищу Большекустовская Поскотина, покрытому лесом. Устье реки находится в 39 км по правому берегу реки Сава.

## Данные водного реестра
По данным государственного водного реестра России относится к Камскому бассейновому округу, водохозяйственный участок реки — Буй от истока до Кармановского гидроузла, речной подбассейн реки — бассейны притоков Камы до впадения Белой. Речной бассейн реки — Кама.
Код объекта в государственном водном реестре — 10010101112111100016243.